# Black Hawk (Jazzclub)

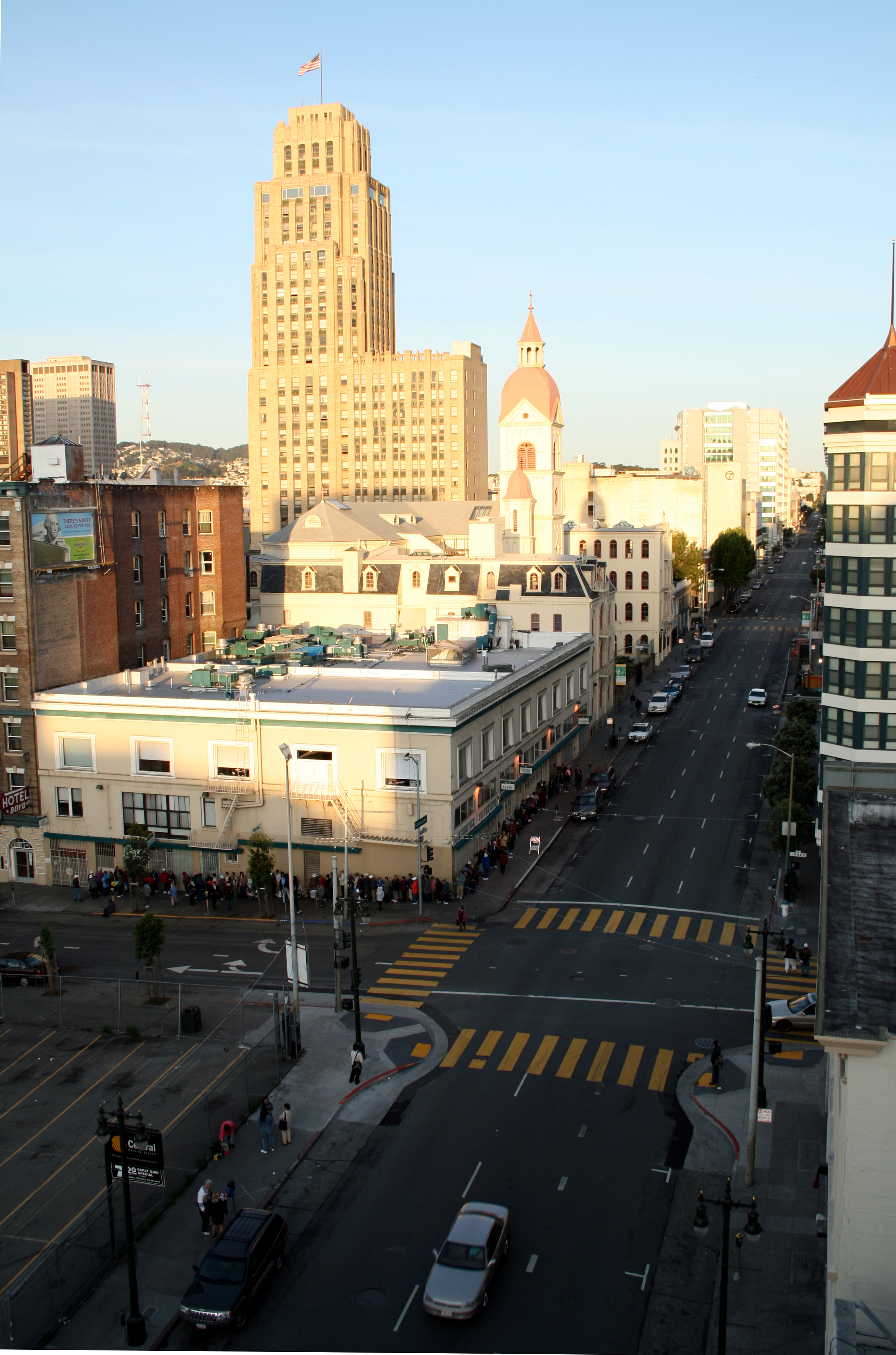
Das Tenderloin-Viertel 2007

Das Black Hawk war ein Jazzclub in San Francisco, der von 1949 bis 1963 bestand.
Der Jazzclub Black Hawk war eine der bekanntesten Veranstaltungsorte für Jazzmusik in San Francisco während seines Bestehens von 1949 bis 1963. Er befand sich Ecke Turk Street und Hyde Street im Tenderloin-Viertel. Besitzer des Clubs waren Guido Caccienti sowie Johnny und Helen Noga. Die intime Clubatmosphäre war ideal für kleinere Jazzgruppen. 1959 konnte der Club für Jazz-Veranstaltungen Honorare von $300 bis über  $3.000 pro Woche zahlen. Eine Reihe von Musikern nahmen hier Alben auf; dazu gehören Miles Davis, Cal Tjader, Thelonious Monk, Shelly Manne und Mongo Santamaría.
Billie Holiday und Lester Young gaben hier ihren letzten Konzerte an der Westküste, das Modern Jazz Quartet sein erstes. Auch Charlie Parker fand sich zu einer Jamsession im Black Hawk ein. Weitere bekannte Musiker, die hier auftraten, waren u. a. Dave Brubeck, John Coltrane, Dizzy Gillespie, Chet Baker, Stan Getz, Johnny Mathis, Art Blakey, Shorty Rogers, Art Pepper, Art Farmer, Gerry Mulligan, Horace Parlan und Russ Freeman. Art Tatum gab hier in den letzten 18 Monaten seines Lebens Konzerte; er spielte 1955 im Black Hawk.
Die Sessions am Sonntagnachmittag im Black Hawk gaben jüngeren Musikern die Gelegenheit für Auftritte. Nach einem solchen Konzert entschied sich Mitbesitzerin Helen Noga den jungen Sänger Johnny Mathis zu managen. Sie konnte George Avakian, der A&R-Manager  bei Columbia Records war, überzeugen nach San Francisco zu kommen und ihn zu hören. Avakian sendete nach dem Konzert an die Konzernzentrale das Telegramm: „Have found phenomenal 19-year-old boy who could go all the way.“ An der Stelle, an der sich das Black Hawk befand, ist nun ein Parkplatz. Seit 2012 erinnert eine Bronzeplakette an den früheren Club.

## Diskographische Hinweise
- 1953 – Dave Brubeck: Jazz at the Black Hawk (Fantasy)
- 1958 – Cal Tjader: A Night at the Blackhawk (Live)  (Fantasy)
- 1959 – Shelly Manne & His Men at The Black Hawk, Vols. 1-4 (Contemporary)[11]
- 1960 – Thelonious Monk Quartet Plus Two at the Blackhawk (Riverside)
- 1961 – Miles Davis: In Person Friday and Saturday Nights at the Blackhawk, Volume I-II (Columbia)
- 1962 – Mongo Santamaría: At The Black Hawk (Fantasy)